# Teilraumtopologie
Im mathematischen Teilgebiet der Topologie versteht man unter der Teilraumtopologie (auch induzierten Topologie, relativen Topologie, Spurtopologie oder Unterraumtopologie) die natürliche Struktur, die eine Teilmenge eines topologischen Raumes „erbt“. Die Teilraumtopologie ist eine spezielle Initialtopologie.

## Formale Definition
Es sei {\displaystyle X} die Grundmenge eines topologischen Raums {\displaystyle \left(X,{\mathcal {T}}\right)} und {\displaystyle Y\subseteq X} eine Teilmenge. Dann ist die Teilraumtopologie auf {\displaystyle Y} die Topologie
{\displaystyle {\mathcal {T}}_{Y}=\{O\cap Y\mid O\in {\mathcal {T}}\}.}
Die offenen Teilmengen von {\displaystyle Y} sind also genau die Schnitte der offenen Teilmengen {\displaystyle O} von {\displaystyle X} mit {\displaystyle Y}.

## Eigenschaften
- Die Teilraumtopologie auf einer Teilmenge {\displaystyle Y\subseteq X} eines topologischen Raumes {\displaystyle X} ist die gröbste Topologie, für die die Inklusionsabbildung

{\displaystyle Y\to X,\quad y\mapsto y}
stetig ist.
- Ist {\displaystyle Y} eine offene Teilmenge eines topologischen Raumes {\displaystyle X}, so ist eine Teilmenge {\displaystyle U\subseteq Y} genau dann offen in der Teilraumtopologie von {\displaystyle Y}, wenn {\displaystyle U} als Teilmenge von {\displaystyle X} offen ist.
- Ist {\displaystyle Y} eine abgeschlossene Teilmenge eines topologischen Raumes {\displaystyle X}, so ist eine Teilmenge {\displaystyle Z\subseteq Y} genau dann abgeschlossen in der Teilraumtopologie von {\displaystyle Y}, wenn {\displaystyle Z} als Teilmenge von {\displaystyle X} abgeschlossen ist.
- Ist {\displaystyle Y\subseteq X} Teilmenge eines Hausdorff-Raums, dann ist auch {\displaystyle Y} mit der Teilraumtopologie wieder ein Hausdorff-Raum.
- Ist {\displaystyle X} überdeckungskompakt und {\displaystyle A\subseteq X} abgeschlossen in der Topologie von {\displaystyle X}, dann ist {\displaystyle A} als topologischer Raum mit der Teilraumtopologie ebenfalls überdeckungskompakt.
- Ist {\displaystyle (X,d)} ein metrischer Raum, dann ist für eine Teilmenge {\displaystyle Y\subseteq X} die Teilraumtopologie (bzgl. der von der Metrik induzierten Topologie auf {\displaystyle X}) gerade die von der eingeschränkten Metrik {\displaystyle d|_{Y\times Y}} erzeugte Topologie. Anschaulich ist es (für die Topologie) also egal, ob man {\displaystyle Y} als topologischen oder metrischen Teilraum von {\displaystyle X} betrachtet.

## Beispiele
- Man stelle sich ein Blatt Papier ohne Rand als zweidimensionales Objekt vor. Im {\displaystyle \mathbb {R} ^{3}} ist dies keine offene Menge. Betrachtet man aber die Topologie bezüglich der Ebene, in der sich das Blatt befindet, so liegt eine offene Menge vor.
- Die Teilraumtopologie auf {\displaystyle \mathbb {Z} \subset \mathbb {R} } ist die diskrete Topologie, d. h. alle Teilmengen von {\displaystyle \mathbb {Z} } sind offen als Teilmengen des topologischen Raumes {\displaystyle \mathbb {Z} }. Beispielsweise ist die Menge {\displaystyle \{0\}} eine offene Teilmenge von {\displaystyle \mathbb {Z} }, weil sie Schnitt der offenen Teilmenge {\displaystyle \left(-{\tfrac {1}{2}},{\tfrac {1}{2}}\right)} von {\displaystyle \mathbb {R} } mit {\displaystyle \mathbb {Z} } ist.

## Universelle Eigenschaft

### Aussage
Seien {\displaystyle A} und {\displaystyle X} topologische Räume, und sei {\displaystyle Y\subseteq X} ein Unterraum (mit der Teilraumtopologie). Sei {\displaystyle \iota \!:Y\to X} die Inklusion, d. h. {\displaystyle Y\ni y\mapsto y\in X}. Dann gilt für jede Abbildung {\displaystyle f\!:A\to Y}:
{\displaystyle f} ist genau dann stetig, wenn {\displaystyle \iota \circ f\!:A\to X} stetig ist.

### Motivation
Jedes {\displaystyle f\!:A\to Y} ist „offensichtlich“ (in der Intuition) auch eine Abbildung in die Menge {\displaystyle X}, da sie {\displaystyle Y} enthält. Es liegt also nahe, topologische Eigenschaften, die {\displaystyle f} haben kann, entweder bzgl. der Zielmenge {\displaystyle Y} oder der Zielmenge {\displaystyle X} zu überprüfen, je nachdem, was gerade einfacher erscheint: Für stetige Abbildungen müssen Urbilder offener Mengen offen sein, also bietet es sich hier an, den kleineren Raum {\displaystyle Y} als Ziel aufzufassen; für offene Abbildungen dagegen müssen Bilder offener Mengen ihrerseits offen sein, also würde man hier praktisch lieber das Ziel {\displaystyle X} wählen.
Mathematisch gibt es dafür aber erst einmal keinerlei Rechtfertigung, weil es sich (bei {\displaystyle X} und {\displaystyle Y}) nicht nur um zwei Mengen handelt, sondern um verschiedene topologische Räume. {\displaystyle f} hat als Abbildung auch niemals tatsächlich die Zielmenge {\displaystyle X}; diese (anschaulich vermeintlich offensichtliche) Neudefinition wird erst durch Komposition mit der Inklusion gerechtfertigt. Ob {\displaystyle \iota \circ f} dieselben Eigenschaften (stetig, offen etc.) hat wie {\displaystyle f}, ist also erst zu ermitteln. Die universelle Eigenschaft sagt aus, dass wenigstens für die Stetigkeit das Ziel „gewählt“ werden kann.
Insbesondere erlaubt das, auszusagen: Wenn eine Abbildung in den Teilraum {\displaystyle Y} stetig ist, dann ist sie es auch in den Oberraum {\displaystyle X}, und (Rückrichtung) eine beliebige stetige Funktion {\displaystyle g\!:A\to X} liefert sofort eine stetige, surjektive Funktion {\displaystyle g'\!:A\to g(A)\subseteq X}.

#### Übertragung auf andere Eigenschaften
Betrachtet man andere Attribute, die eine Abbildung zwischen topologischen Räumen haben kann, stellt sich heraus, dass die universelle Eigenschaft keinesfalls trivial ist: Dieselbe Aussage gilt z. B. nicht für offene Abbildungen. {\displaystyle \operatorname {Id} \!:[0,1]\to [0,1]} ist eine offene Abbildung, aber aufgefasst in den Oberraum ist {\displaystyle \iota \circ \operatorname {Id} \!:[0,1]\to \mathbb {R} } nicht offen, etwa da das Bild des gesamten Quellraums {\displaystyle \iota \circ \operatorname {Id} ([0,1])=[0,1]\subseteq \mathbb {R} } nicht offen ist.

### Beweis
Sei zunächst {\displaystyle f} stetig. Da die Inklusion immer stetig ist, ist dann auch {\displaystyle \iota \circ f} als Komposition stetiger Abbildungen stetig.
Umgekehrt nehmen wir jetzt an, {\displaystyle \iota \circ f\!:A\to X} sei stetig. Zu zeigen: Urbilder offener Mengen sind offen unter {\displaystyle f}. Sei also {\displaystyle U\subseteq Y} offen. Per Definition gibt es also eine offene Menge {\displaystyle O\subseteq X}, sodass {\displaystyle U=O\cap Y}, also {\displaystyle U=\iota ^{-1}(O)}. Damit ist {\displaystyle f^{-1}(U)=f^{-1}(\iota ^{-1}(O))=(\iota \circ f)^{-1}(O)}, was nach Annahme eine offene Menge ist. Also muss {\displaystyle f} stetig sein.